# Tirreno-Adriático 2002
La XXXVII edición del Tirreno-Adriático se disputó entre el 14 y el 20 de marzo de 2002 con un recorrido de 1048 kilómetros con salida en Massa Lubrense y llegada a San Benedetto del Tronto. El ganador de la carrera fue el neerlandés Erik Dekker del Rabobank.

## Etapas
| Etapa | Fecha       | Recorrido                       | km    | Ganador           | Líder          |
| ----- | ----------- | ------------------------------- | ----- | ----------------- | -------------- |
| 1a    | 14 de marzo | Massa Lubrense - Sorrento       | 124,0 | Erik Zabel        | Erik Zabel     |
| 2a    | 15 de marzo | Sorrento - Frosinone            | 213,0 | Paolo Bettini     | Erik Zabel     |
| 3a    | 16 de marzo | Anagni - Rocca di Cambio        | 185,0 | Danilo di Luca    | Danilo di Luca |
| 4a    | 17 de marzo | Rieti - Rieti ( CRI)            | 12,7  | Erik Dekker       | Erik Dekker    |
| 5a    | 18 de marzo | Rieti - Torricella Sicura       | 150,0 | Danilo di Luca    | Erik Dekker    |
| 6a    | 19 de marzo | Rapagnano - Montegranaro        | 214,0 | Franco Pellizotti | Erik Dekker    |
| 7a    | 20 de marzo | S.B del Tronto - S.B del Tronto | 162,0 | Mario Cipollini   | Erik Dekker    |

## Clasificaciones finales

### General
| Posición | Ciclista          | Equipo                 | Tiempo      |
| -------- | ----------------- | ---------------------- | ----------- |
| 1        | Erik Dekker       | Rabobank               | 28h 45' 24" |
| 2        | Danilo di Luca    | Saeco                  | + 18"       |
| 3        | Óscar Freire      | Mapei-Quick Step       | + 18"       |
| 4        | Paolo Bettini     | Mapei-Quick Step       | + 23"       |
| 5        | Ruslan Ivanov     | Alessio                | + 23"       |
| 6        | Guido Trentin     | Cofidis                | + 24"       |
| 7        | Paolo Savoldelli  | Index-Alexia Alluminio | + 29"       |
| 8        | Jan Hruška        | ONCE                   | + 30"       |
| 9        | Franco Pellizotti | Alessio                | + 32"       |
| 10       | Jörg Jaksche      | ONCE                   | + 36"       |